# Jardín Japonés de Montevideo

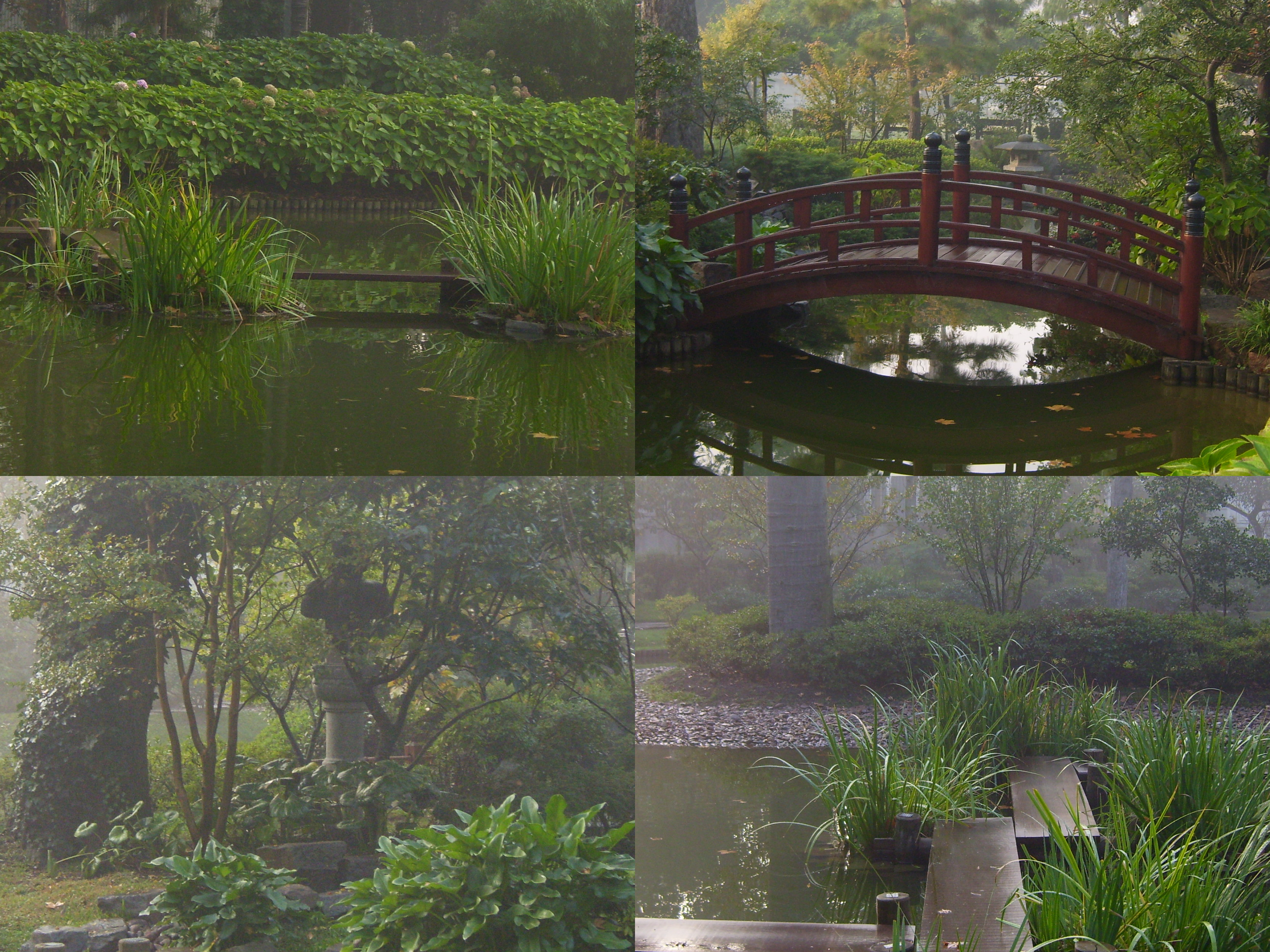
Cuatro vistas del Jardín Japonés de Montevideo.

El Jardín Japonés de Montevideo (en japonés: モンテビデオの日本庭園, Montebideo no Nihon Teien) se emplaza en las áreas exteriores del Museo Juan Manuel Blanes de Montevideo.

## Características
Tiene una superficie de 3.000 metros cuadrados y se concibió en el estilo San-Sui (montaña y agua). Diseñado por el paisajista japonés Haruho Ieda, cuenta con arena, rocas, lago con carpas (kois), cascada, isla, puentes de piedra y de madera, caminos de piedra, casa de té, y una gran variedad de plantas.  El mismo fue corregido y actualizado entre 2002 y 2004 por el paisajista Yoichi Kikkawa y el ingeniero agrónomo Darwin Pizzorno
La vegetación incluye bambú,membrillo de jardín (Chaenomeles),coronita de novia (Spiraea cantoniensis), cerezos (Sakura_(cerezo)), azaleas,lirios  (Iris pseudacorus), orquídeas (Bletilla), rododendron (Rododendros), glicinas (Wisteria), Rhaphiolepis y especies nativas como el Lapachillo (Lonchocarpus nitidus) y el ceibo (Erythrina crista-galli) (flor nacional de Uruguay, en este caso símbolo de la amistad entre los países).

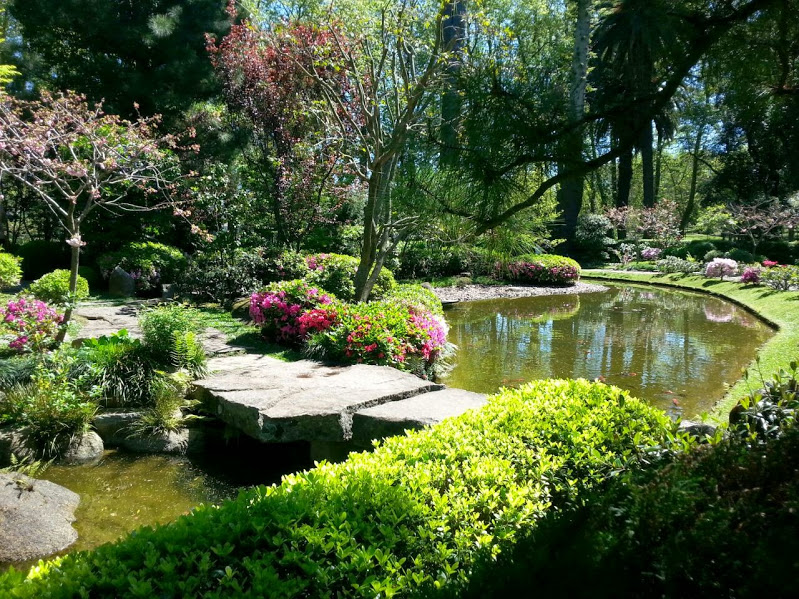
Jardín Japonés en Montevideo.

Fue donado por Japón, en celebración del 80° aniversario de sus relaciones diplomáticas con Uruguay e inaugurado el 24 de septiembre de 2001. Inicialmente la princesa imperial Sayako iba a estar en la inauguración, pero los atentados del 11 de septiembre de 2001 en Estados Unidos obligaron a suspender la visita. La princesa recién pudo visitar Uruguay en 2003.
Una placa de madera, caligrafiada por el entonces primer ministro de Japón Junichiro Koizumi, tiene la inscripción 平成苑 (Heisei en, lit. "Jardín Heisei"). Hei Sei es el nombre del jardín, por haberse inaugurado el mismo en 2001, el año nro. 13 de la era Heisei, que fue la era de gobierno del emperador Akihito.
El Correo uruguayo emitió un sello conmemorativo de la creación de este jardín.